# Чарни-Ляс (Ленчинський повіт)
Чарни-Ляс (пол. Czarny Las) — село в Польщі, у гміні Людвін Ленчинського повіту Люблінського воєводства.
Населення — 105 осіб (2011).

## Демографія
Демографічна структура станом на 31 березня 2011 року:
|          | Загалом | Допрацездатний вік | Працездатний вік | Постпрацездатний вік |
| -------- | ------- | ------------------ | ---------------- | -------------------- |
| Чоловіки | 50      | 12                 | 33               | 5                    |
| Жінки    | 55      | 10                 | 30               | 15                   |
| Разом    | 105     | 22                 | 63               | 20                   |